# Paysage avec le repos pendant la fuite en Égypte (Lorrain)
Pour les articles homonymes, voir Paysage avec le repos pendant la fuite en Égypte.
Paysage avec le repos pendant la fuite en Égypte est un tableau peint à l'huile sur toile par le peintre français du baroque Claude Lorrain en 1661. Il est conservé au musée de l'Ermitage de Saint-Pétersbourg (n° de catalogue 1235).

## Historique de l'œuvre
Claude Lorrain est un peintre français établi en Italie. Appartenant à la période de l’art baroque, il s’inscrit dans le courant du classicisme français, dans lequel il excelle dans la peinture de paysage. Dans son œuvre, il reflète un nouveau concept dans l’élaboration du paysage en se basant sur des références classiques, le « paysage idéal », qui met en évidence une conception idéale de la Nature et du monde intérieur de l’artiste. Cette façon de traiter le paysage lui donne un caractère plus élaboré et intellectuel et devient l’objet principal de la création de l’artiste, de la mise en forme de sa conception du monde, de son interprétation de sa poésie, qui évoque un espace idéal et parfait.
Ce tableau est commandé par un citoyen d’Anvers Henri van Halmale. En 1738, il devient la propriété de Guillaume VIII de Hesse-Cassel. Il est confisqué en 1806 par le général Joseph Lagrange, qui l'offre à l’impératrice Joséphine. En 1814, il passe au tsar Alexandre Ier, puis au musée de l’Ermitage.
Ce paysage est le pendant de Paysage avec Tobias et l’Ange (1663, Musée de l’Ermitage, Saint-Pétersbourg).
Il est signé sous la figure de la Vierge : CLAVDIO. IVF. ROM[AE] 1661. 
Il figure sous le nombre 154 dans le Liber Veritatis, le cahier de dessins où Claude faisait état de toutes ses œuvres pour éviter les falsifications. À côté du dessin, il y a deux inscriptions : la première correspond à ce tableau, « pour Anvers mr h[...] » (Halmale), la seconde, «Audy 6 mars 1675io facto le même A monr Canse en petit toile », fait allusion à une copie exécutée en 1675 pour le fonctionnaire apostolique Francesco Canseri, aujourd'hui perdue.
Trois dessins préparatoires sont conservés au musée Boijmans Van Beuningen de Rotterdam, au British Museum de Londres et à la Bibliothèque Albertina de Vienne (Autriche). Il existe également une copie du tableau réalisée par Ranucci en 1812, conservé au musée régional de Mayence.

## Sujet

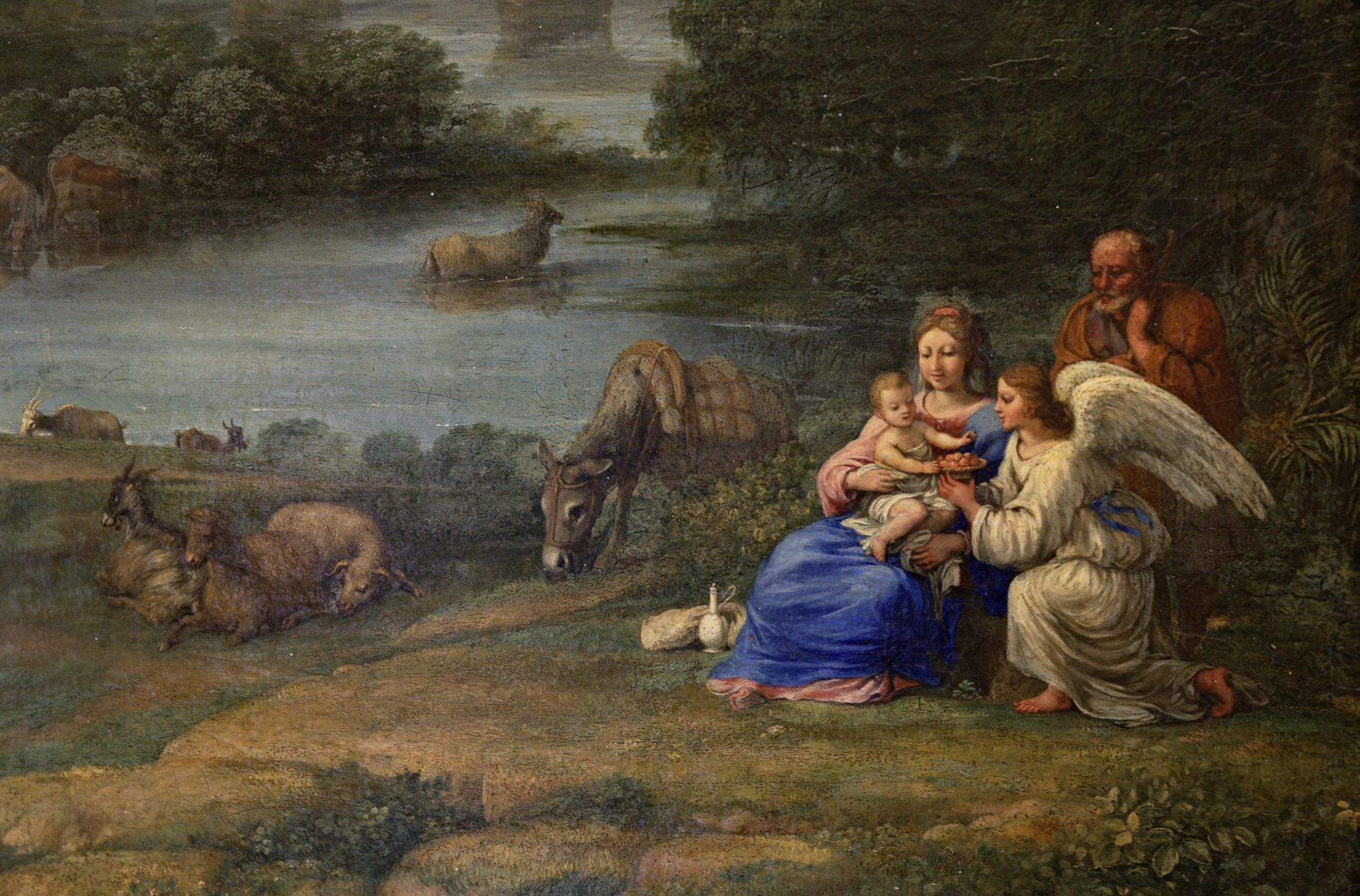
Détail de la Sainte Famille avec l'Ange.

Il s’agit d’une peinture religieuse, qui raconte un épisode de l’enfance de Jésus, la fuite en Égypte, tiré de l’Évangile selon Matthieu (2, 13-15) : après la naissance du Messie, un ange apparait en rêve à Joseph, qui lui ordonne de fuir en Égypte avec la Vierge Marie et l’Enfant Jésus, car le roi Hérode le cherche pour le tuer, épisode connu comme le Massacre des Innocents. Après un séjour en Égypte, une fois Hérode mort, la Sainte Famille s'installe à Nazareth en Galilée. Ce thème a souvent été traité dans l’art, par des artistes comme Giotto, Duccio di Buoninsegna, Fra Angelico, Lucas Cranach l'Ancien, Albrecht Dürer, Le Tintoret, Vittore Carpaccio, Gérard David, Joachim Patinier, Le Greco, Le Caravage, Adam Elsheimer, Rembrandt, Jacob Jordaens, Rubens, Nicolas Poussin, Murillo, etc.

## Description et analyse

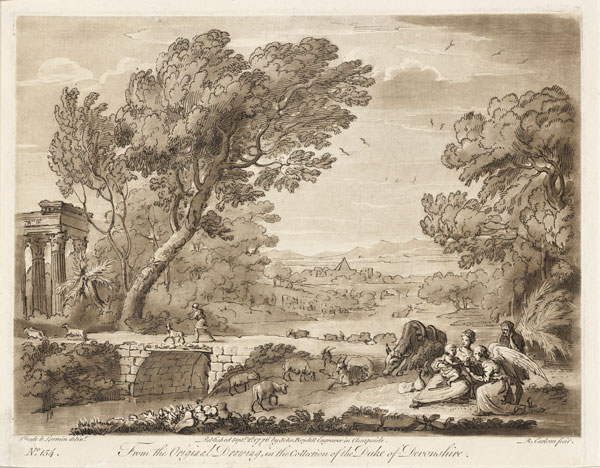
Dessin 154 du Liber Veritatis au tableau.

Cette œuvre appartient à la période de maturité de l’artiste. Dans les années 1660, Claude abandonne la sévérité classique et s’insère dans un terrain plus personnel et subjectif, reflétant un concept de la nature que certains chercheurs qualifient de romantique avant-la-lettre.
Le paysage domine la quasi-totalité de la toile. En bas à droite, Joseph, la Vierge et l’Enfant sont avec l’Ange qui les guide ; à côté d’eux, l’âne qui les transporte semble paître à proximité de plusieurs chèvres et brebis. Dans la partie centrale de la limite inférieure, un pont sur une rivière est traversé par un berger avec un chien. Sur le côté gauche se trouvent des colonnes d’ordre corinthien en ruines. Au second plan, au centre du tableau, la rivière suit son cours, avec un gué où traversent plusieurs bêtes ; plus au fond, on aperçoit un paysage montagneux derrière un autre pont. Dans le plan supérieur se dressent plusieurs arbres de grande hauteur, à gauche et à droite ; derrière eux le ciel est couvert de nuages.
Depuis le XVIIIe siècle, ce tableau a été traditionnellement regroupé avec trois autres appelés ensemble Les quatre heures du jour : le Matin serait Paysage avec Jacob, Rachel et Leah au puits (1666) ; le Midi correspondrait au Paysage avec le repos pendant la fuite en Égypte ; le Soir serait le Paysage avec Tobias et l’Ange (1663) ; et la Nuit serait Paysage avec Jacob luttant avec l'Ange (1672), tous au musée de l’Ermitage. Toutefois, selon Doretta Cecchi, cette interprétation est erronée puisque les tableaux en question sont deux paires de pendants (Paysage avec le repos pendant la fuite en Égypte et Paysage avec Tobias et l’Ange, et Paysage avec Jacob, Rachel et Leah au puits et Paysage avec Jacob luttant avec l'Ange), réalisés à plusieurs années d’intervalle sans programme iconographique commun. D’autre part, il est difficile de préciser sur ces toiles de Lorrain l’heure exacte de la journée et l'artiste n’a laissé aucune indication.